# Lettische Badmintonmeisterschaft 1981
Die Lettische Badmintonmeisterschaft 1981 fand in Riga statt. Es war die 18. Auflage der nationalen Titelkämpfe von Lettland im Badminton, zu dieser Zeit noch als Meisterschaft der Sowjetrepublik.

## Titelträger
| Disziplin    | Sieger                         |
| ------------ | ------------------------------ |
| Herreneinzel | Vladimirs Uļjanovs             |
| Dameneinzel  | Marina Ļapkalo                 |
| Herrendoppel | Māris Preinbergs Jānis Ozoliņš |
| Damendoppel  | Natālija Šora Marina Ļapkalo   |
| Mixed        | Viktors Itkins Marina Ļapkalo  |